# Lý Đường (nhà Minh)
Lý Đường (chữ Hán: 李棠, ? – ?), tự Tông Giai, người Tấn Vân, Chiết Giang, quan viên nhà Minh trong lịch sử Trung Quốc.

## Tiểu sử
Đường đỗ tiến sĩ năm Tuyên Đức thứ 5 (1430), được thụ chức Hình bộ chủ sự, thượng thư Ngụy Nguyên xem trọng. Kim Liêm thay Nguyên, đối xử khắc nghiệt đối với thuộc hạ; Đường biện luận phải trái với Liêm, bị quát nạt mà không run sợ, nên cũng được Liêm xem trọng. Sau đó Đường được tiến làm Viên ngoại lang, xét lại những vụ án ở Nam Kinh, bình phản nhiều trường hợp, lại được tiến làm Lang trung. Minh Đại Tông lên ngôi, Đường được vượt cấp làm Thị lang của bộ; chưa được lâu, được làm Tuần phủ Quảng Tây, Đề đốc quân vụ. Tại nhiệm sở có nhiều giặc cướp, Đường lần lượt đánh dẹp. Đường tự lấy mình làm gương, khiến cho chánh lệnh được thi hành.
Năm Cảnh Thái thứ 3 (1452), Tư Minh  thổ tri phủ Hoàng Cương đã già, con trai là Hoàng Quân được kế tự. Anh ngành thứ của Lăng là Hoàng Tăng giết cha con Cương, diệt cả nhà ông ta, rồi báo rằng giặc cướp làm loạn đã gây ra. Đường truyền hịch cho Hữu tham chánh Tăng Huy, phó sứ Lưu Nhân Trạch tra án. Bọn Huy có đủ chứng cứ, sắp bắt cha con Tăng, Tăng cùng quẫn bèn sai sứ chạy lên kinh sư, dâng thư xin Đại Tông phế Thái tử Chu Kiến Thâm (con của Anh Tông), lập con Đại Tông là Chu Kiến Tế. Đại Tông mừng lắm, lập tức cất nhắc Tăng làm đô đốc đồng tri, xóa bỏ vụ án. Đường không thể xét xử Hoàng Tăng, uất ức nên nhiều lần dâng sớ, cáo bệnh xin hưu. Đường ra đi, không đem theo bất cứ vật gì của Lĩnh Nam, để tỏ rõ sự trong sạch của mình.
Không rõ hậu sự của Đường.